# Hilda von Whitby
Hilda von Whitby (auch Hild, Hilde oder Hildis; * 614 in Northumbrien, England; † 17. November 680 in Streaneshalch) war eine englische Klostergründerin. Sie wird als Heilige verehrt.

## Leben

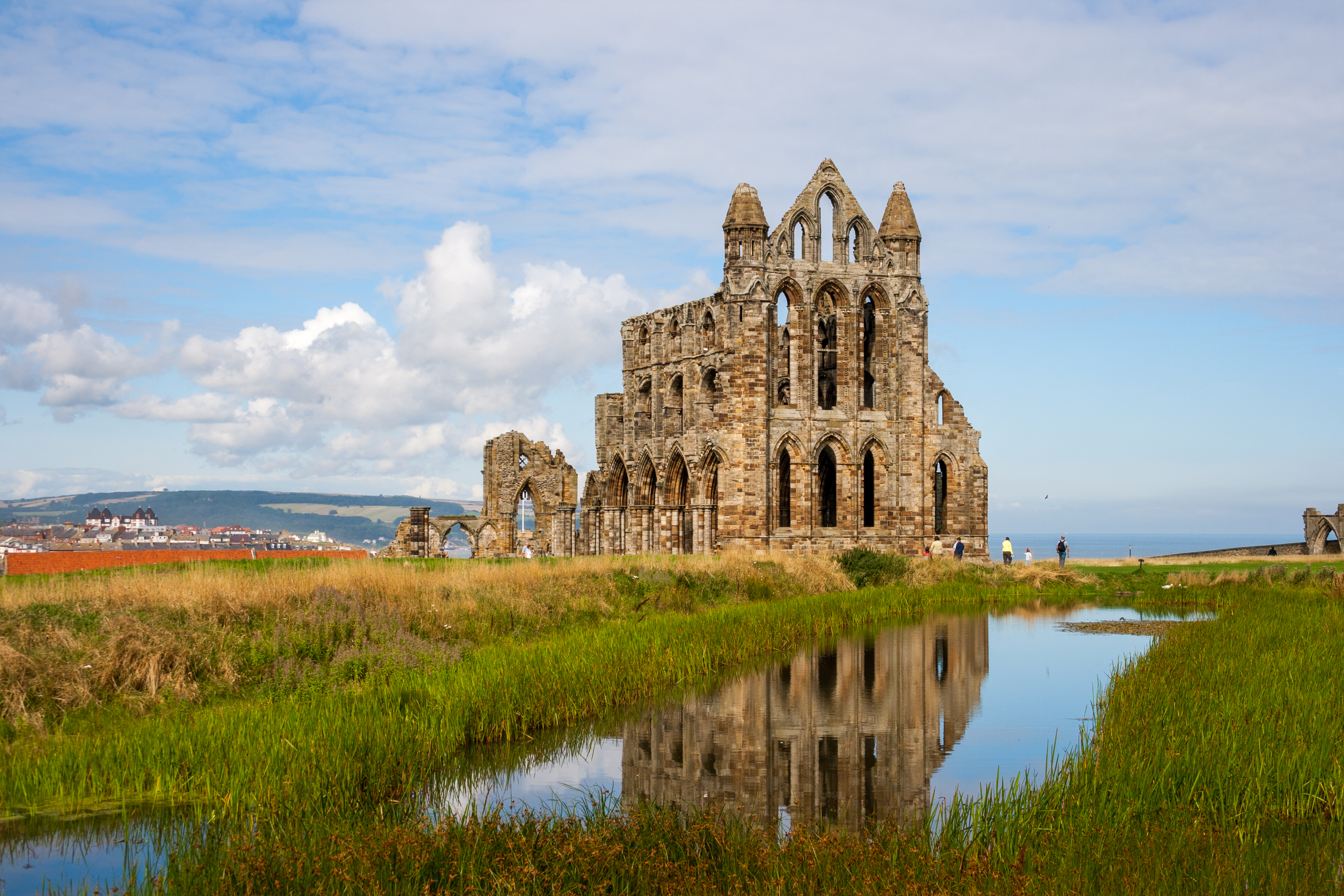
Whitby Abbey

Hilda kam um 614 zur Welt. Ihr Vater Hereric war ein Neffe von König Edwin von Northumbria. Ihre Mutter hieß Breguswith. Sie war durch ihre Schwester Hereswitha mit dem Königshaus East Anglias verschwägert. Sie wurde 627 von Bischof Paulinus von York getauft, als König Edwin und seine Familie Christen wurden.
Im Alter von 33 Jahren beschloss Hilda in das fränkische Kloster Chelles zu gehen, wo ihre Schwester Hereswitha bereits Nonne war. Aidan von Lindisfarne überzeugte sie, in Northumbrien zu bleiben. Er stellte ihr bei Wearmouth ein Stück Land zur Verfügung, wo sie mit wenigen Gleichgesinnten ein klösterliches Leben führte.
Dann trat Hilda in das Kloster Heruteu (Hartlepool) ein, dessen Äbtissin sie um 649 wurde. Im Jahre 657 gründete sie das Doppelkloster Streoneshalch, die heutige Whitby Abbey. In diesem lebten sowohl Männer als auch Frauen, wobei die Quartiere aneinandergrenzten und Hilda die Gesamtleitung hatte. Hilda legte besonderes Augenmerk auf eine umfassende Bildung der Männer und Frauen über die theologischen und philosophischen Disziplinen hinaus, wodurch das Kloster Streoneshalch zu einem der bedeutendsten religiösen Zentren Englands wurde. Fünf spätere Bischöfe, Bosa, Ætla, Oftfor, John von Beverley und Wilfrid II., wurden unter Hildas Führung in Whitby ausgebildet. Cædmon war Mönch in Whitby und soll mit dem Hüten der Schweine Hildas betraut gewesen sein. Seine Schöpfungshymne ist das älteste erhaltene Gedicht in altenglischer Sprache.
In diesem Kloster fand 664 die Synode von Whitby statt, wo entschieden wurde, ob Northumbria die Form der Tonsur und das Osterdatum aus der keltischen oder römischen Tradition annehmen sollte. Die Synode entschied sich für die römische Tradition, was zu einer Annäherung der örtlichen Kirche an Rom führte. Hilda zog zwar die keltische Tradition, in der sie gelebt hatte, vor, als die Entscheidung aber gefallen war, wandte sie ihren Einfluss darauf, einen friedlichen Übergang zu erreichen. Im Zuge dessen führte sie die römische Liturgie und die Regula Benedicti (Benediktinerregel) ein. Hilda starb am 17. November 680 in Whitby Abbey nach sechsjähriger Krankheit.

## Verehrung
Der Kalender des heiligen Willibrord, der zu Beginn des 8. Jahrhunderts entstand, ist das älteste schriftliche Zeugnis, das die Verehrung Hildas erwähnt. Die Hauptquelle für ihr Leben ist die Kirchengeschichte des Beda.
Hildas Gedenktag ist in der römisch-katholischen Kirche am 17. November, in der anglikanischen Kirche am 19. November.